# 劉秉賓
劉秉賓（英語：Match Lau Ping Pan，1984年11月1日—），藝名皓聖，現為自由身藝人多元發展，前ViuTV藝人，前TVB娛樂新聞台主播，前無綫電視藝人。興趣：健身、中國武術、自由博擊、菲律賓魔仗、自衛術Krav Maga。
2010年於TVB藝員訓練班第24期畢業，曾參與多套電視劇演出，並為多個不類型節目主持。曾是商業電台叱吒903 idclub ID idol 歌唱比賽最後10強, 驕陽電影演員組優勝者之一及第三屆省港澳傳統武術邀請賽傳統長器械銅獎得主。

## 演出作品

### 2018
- Out筆豬仔團（新西蘭旅遊節目）
- Youth有機生活(健康運動及飲食節目）
- 十五分鐘熱度(娛樂新聞節目）
- Interviu (藝人明星專訪）

### 電影
- 錯過「第一男主角」

### 電視劇

#### 2017
ViuTV
- 三一如三 (單元主角)
- 雙商 (單元主角)

香港電台
- 獅子山下2017（單元主角）

#### 2013
- 仁心解碼II(無綫電視)
- 女警愛作戰(無綫電視)
- 神探高倫布(無綫電視)
- 心路GPS(無綫電視)
- 初五啟市錄(無綫電視)

#### 2012
- 名媛望族(無綫電視)
- 法網狙擊(無綫電視)
- On Call 36小時(無綫電視)
- 天梯(無綫電視)
- 回到三國(無綫電視)
- 雷霆掃毒(無綫電視)
- 飛虎(無綫電視)
- 怒火街頭2(無綫電視)
- 護花危情(無綫電視)
- 當旺爸爸(無綫電視)
- 換樂無窮(無綫電視)
- 拳王(無綫電視)
- 愛·回家 (第一輯)(無綫電視)

#### 2011
- 法證先鋒Ⅲ(無綫電視)
- 潛行狙擊(無綫電視)
- 萬凰之王(無綫電視)

#### 2010
- 巾幗梟雄之義海豪情(無綫電視)
- 荃加福祿壽(無綫電視)

### 電視節目主持
- 無線娛樂新聞台主播

### Roadshow 節目主持
- 煮場作客Exchange
- 周中周圍中
- 深圳華橋城之旅
- 長江三峽豪華郵輪之旅
- 台灣品味人生活之旅

### 其他主持採訪
- Roadshow浮世繒
- Roadshow 心連心義工主持及採訪活動
- 盧巧音音樂會
- Mousse 手袋發怖會
- 2012 國際攝影節
- 比亞迪汽車公司活動

## 外部連結
- 劉秉賓的新浪微博